# Никола П. Илић
Никола П. Илић (Газдаре, 7. март 1926 — Лесковац, 7. септембар 2019) био је југословенски и српски историчар, комуниста, учесник НОБ-а, правник и обавештајац.

## Биографија
Никола П. Илић рођен је 7. марта 1926. године у селу Газдару у Горњој Јабланици, недалеко од Медвеђе, од оца Павла и мајке Негосаве. У Газдару је завршио основну школу, а средње образовање је стекао у Лесковцу. Завршио је Вишу управну школу Секретаријата унутрашњих послова ФНРЈ у Београду, а Правни факултет у Скопљу 1962. године.
Потекавши из породице учесника ослободилачких ратова, Никола се се крајем 1941. године прикључио Газдарској партизанској чети. Постао је члан Савеза комунистичке омладине Југославије (СКОЈ) и политички комесар Газдарске партизанске омладинске чете 1943. године. Наредне године је дошао место секретара Актива СКОЈ-а у Газдару, постао члан месног комитета СКОЈ-а општине Бучумет и омладински руководилац у другом батаљону новоформиране 17. српске народноослободилачке бригаде. У КПЈ је примљен 15. јуна 1944. године. Пред крај рата је служио у Команди места Медвеђе и Команди места Бувце, а затим је враћен у своју бригаду, али у први батаљон на дужност политичког делегата вода. Из војске је демобилисан новембра 1946, као официр.
За ратне заслуге одликован је Орденом братства и јединства са сребрним венцем, Орденом заслуге за народ са сребрним знацима, Орденом за храброст, 'Медаљом за храброст, Медаљом заслуге за народ и Медаљом десетогодишњице Југословенске армије, а добитник је и бројних других признања.
У Газдару је изабран за одборника сеоског и месног Народноослободилачког одбора и команданта сеоске помоћне милиције у Агитпропу Среског комитета КПЈ.
Маја 1947. године упућен је на обнову рудника Леце за руководиоца финансијско-обрачунске службе и организационог секретата Фабричког комитета КПЈ. Крајем 1948. године додељен је на рад Управи државне безбедности (УДБ-и) у Лебану за време одбране земље од насртаја информбировских земаља. После спајања срезова 1955. године дошао је у Лесковац у истој служби, где касније постаје и њен шеф. Бавио се обавештајним и контраобавештајним радом. На свој захтев пензионисан је 1964. године, после чега је радио као професор у Средњој економској школи у Лесковцу. Био је одборник у Скупштини општине Лесковац од 1967. године у Већу за друштвене делатности.
Први текстови Николе П. Илића потичу из периода НОР-а, 1944. године, за „Зидне новине“, а заинтересованост за историографију појавила се 1949. године. Објавио је више стотина текстова у локалниим и дневним новинама („Наша реч“, „Борба“, „Политика“, „Вечерње новости“, „Блиц“, „Политика експрес“, „4. јул“, „Црвена застава“, „Трибина младих“, „Нишке новине“, „Врањске новине“, „Побједа“ у Титоград, и друге) Објављивао је у стручним часописима „Лесковачки зборник“, „Нишки зборник“, зборницима: „Злочини четничког покрета у Србији 1941-1945, „Сећање учесника НОБ-а 1941-1942, књиге 19, 20, 23“, Руковођење НОР Србије (1941-1945)“, „Споменици погинулих улитеља НОБ-У“, „Из прошлости мога краја“, „Пали не побеђени“ (погинули припадници ОЗН-е, УДБ-е, милиције и СУП-а“, „Месне партизанске јединицие у Јужној Србији 1941-1942“, „НОП у Србији 1941-1943“. Објавио је 21. књигу из историографије самостално, 6 у коауторству и припремио је 6 рукописа за објављивање.
Добитник је многих друштвених признања за стваралачки допринос неговању слободарских и револуционарних традиција, за неговање патриотизма и незаборава историјских догађаја. Данас је председник Окружног одбора СУБНОР-а Јабланичког округа.
Преминуо је 7. септембра 2019. године у Лесковцу.

## Књиге
- Јужноморавци у октобарској револуцији, Лесковац 1969.
- Јабланичко-пасјачки партизански одред (август 1942-фебруар 1943), Лесковац 1970. (три издања)
- Свештенство југа Србије у револуцији (1941-1945), Лесковац 1972.
- Крвави фебруар (13-18. фебруар 1942), Лесковац 1976.
- Ослобођење јужне Србије 1877-1878, Београд 1977.
- Народни херој Дренички (романсирана биографија), Лесковац 1978.
- Рудник Леце, Лесковац 1974.
- Народне песме јужне Србије у ослободилачком рату и револуцији, Београд 1985. (у коауторству са Николом Илићем и Момчилом Златановићем)
- Хари и другови (Немци у партизанима), Београд 1986.
- Јабланички НОП одред, Лесковац 1986.
- Јужна Србија у НОР и Револуцији 1941-1945, (У извештајима, публикацијама, говорима, сећањима, сведочењима), Лесковац 1988.
- Четници у Лесковачком крају: 1941-1944, Лесковац 1993. (У коауторству са Живаном Стојковићем и Храниславом Ракићем)
- Окупација у Лесковачком крају 1941-1944, Лесковац 1991. (У коауторству са Живаном Стојковићем и Храниславом Ракићем)
- Колаборација четника са окупаторима и квислинзима у Србији (1941-1944): у светлу докумената, Лесковац 1996.
- Народна власт у Лесковацчком крају 1941-1945, Лесковац 1998, (У коауторству са Храниславом А. Ракићем)
- Лесковачки крај у време НАТО агресије, Лесковац 2000.
- Немачко бомбардовање Лесковца и околине 1941-1944, Лесковац 2000.
- Војнопозадинска делатност НОП на југу Србије 1941-1945, Лесковац 2002.
- Руски емигранти у Лесковачком крају после 1917, Лесковац 2002.
- Вера Пешић у вртлогу шпијунаже, Лесковац 2004.
- Политичка убиства у Лесковачком крају 1887-1904, Лесковац 2007.
- Монографија Основне школе „Горња Јабланица“ у Медвеђи 1888-2008, Медвеђа 2008.
- Време обрачуна (Четврти пленум ЦК СКЈ), Лесковац 2011.
- Истините приче о хајдуцима и качацима на југу Србије 1880-1941, Лесковац 2011.
- Перфидне игре Драже Михаиловића 1941-1944, Сарадња са Бугарима, Лесковац 2012.
- Имформбиро и Имформбировци у Лесковачком крају 1948-1956, Лесковац 2013.
- Одметници на југу Србије 1945-1953, Лесковац 2014.